# Maria Kulle

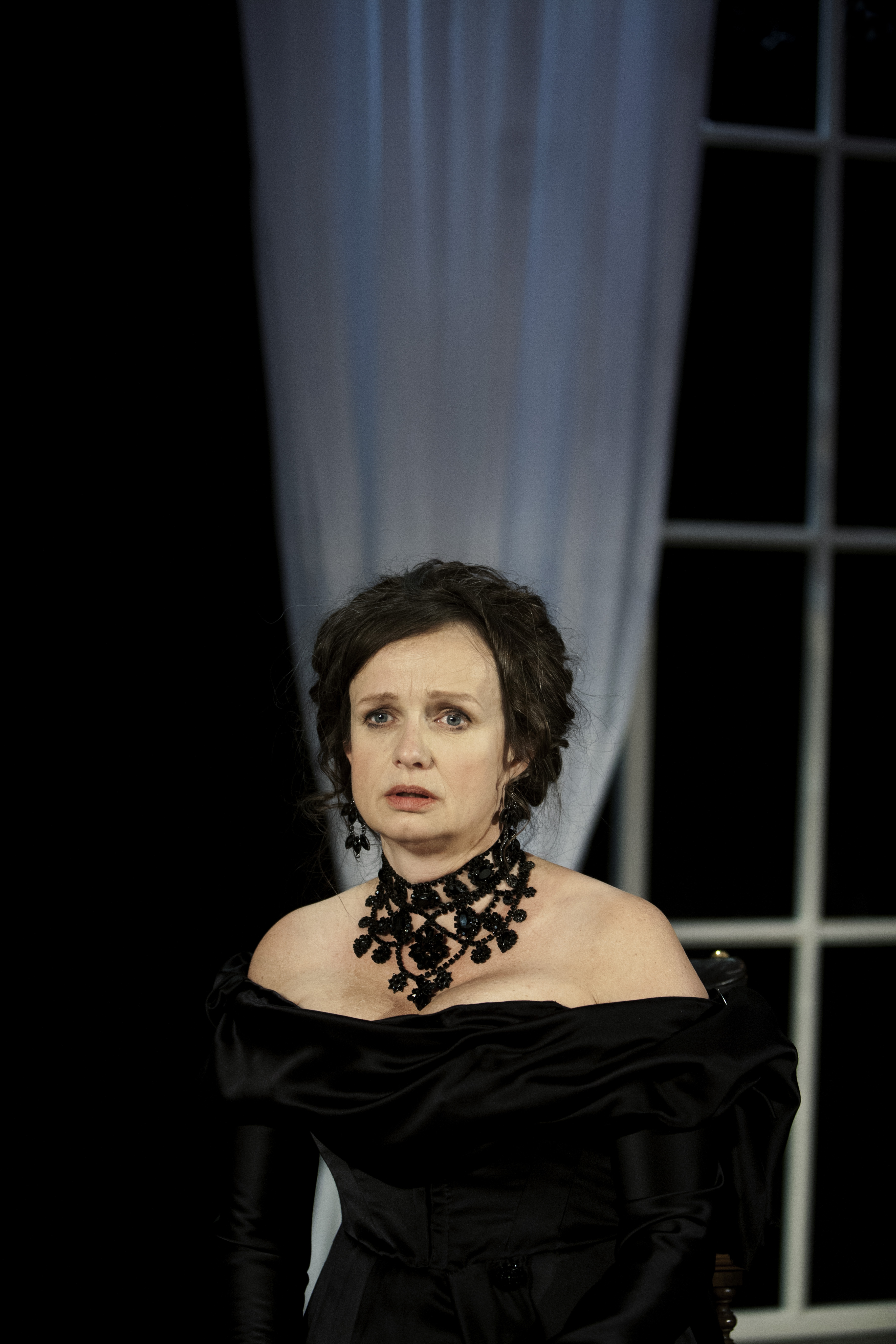
Maria Kulle, 2014

Hulda Maria Charlotte Kulle (* 26. April 1960 in Svalöv) ist eine schwedische Schauspielerin und Tochter von Jarl Kulle und Louise Hermelin. Kulle war verheiratet mit Lars-Erik Berenett. Kulle studierte von 1985 bis 1988 an der Fakultät für Kunst mit Kunst-, Musik- und Theaterhochschule in Malmö der Universität Lund.

## Filmografie (Auswahl)
- 1989: Fallgropen
- 1998: Die tätowierte Witwe (Den tatuerade änkan, Fernsehfilm)
- 2005: Kim Novak badete nie im See von Genezareth (Kim Novak badade aldrig i Genesarets sjö)
- 2006: Mankells Wallander: Tödliche Fracht (Filmreihe)
- 2007: Allt om min buske
- 2007, 2011: Gynekologen i Askim (Fernsehserie)
- 2008: Die ewigen Momente der Maria Larsson (Maria Larssons eviga ögonblick)
- 2011: Bibliotekstjuven (Miniserie)
- 2015: Die Brücke – Transit in den Tod (Fernsehserie, 9 Folgen)